# Poul Villaume
Poul Villaume (født 16. januar 1950, død 25. juli 2024) var en dansk historiker og professor, dr.phil. i samtidshistorie ved Saxo-Instituttet under Københavns Universitet. Villaume forskede bl.a. i den kolde krig.
Han studerede statskundskab ved Aarhus Universitet 1969-71 og historie ved Københavns Universitet 1980-86 og blev cand.phil. 1986. Villaume blev dr.phil. i 1995 på afhandlingen Allieret med forbehold. Danmark, NATO og den kolde krig. En studie i dansk sikkerhedspolitik 1949-1961.

## Forfatterskab
Han skrev bl.a. bind 5 af Dansk Udenrigspolitiks Historie, I blokopdelingens tegn (2005, s.m. Thorsten Borring (f. 1956)) og Lavvækst og frontdannelse: Politiken/Gyldendals Danmarkshistorie, bind 15 (2005); 2. udg. udgivet som Et land i forvandling. Danmarks historie 1970-2005 (2007, s.m. Søren Hein Rasmussen (f. 1957)) (bogen modtog Sven Henningsen-prisen i 2007) . Han redigerede også Perforating the Iron Curtain: European Détente, Transatlantic Relations, and the Cold War, 1965-1985 (2010) sammen med Odd Arne Westad (no). Desuden medredaktør og medforfatter på GADs Leksikon Den Kolde Krig og Danmark (2011).
Fra 1990 og frem skrev Poul Villaume bl.a. kritiske analyser i aviser og tidsskrifter om Golfkrigen, Kosovo-krigen og krigene mod Afghanistan og Irak, samt om Danmarks aktive deltagelse i disse krige.
Poul Villaume bind i Politikens/Gyldendals Danmarkshistorie er af én anmelder i Politiken blevet karakteriseret som den hidtil bedste fremstilling af Danmarks historie i de kaotiske år under den kolde krig . Hans bidrag har især været en bredere perspektivering og nuancering af Danmarks og Nordeuropas historiske stilling i den kolde krig . Han har været leder af kollektive forskningsprojekter og nordiske/nordeuropæiske forskernetværk inden for den kolde krigs historie. På sin 60 års dag i 2010 blev han hyldet af kolleger med festskriftet Nye Fronter I Den Kolde Krig (redigeret af Carsten Due-Nielsen m.fl.)

## Faglige hverv
Han var medlem af Det kongelige danske Selskab for Fædrelandets Historie og formand for bestyrelsen i Selskabet for Samtidshistorisk Forskning. I 2008-09 var han medstifter af den uafhængige udenrigspolitiske tænketank Rådet for International Konfliktløsning (RIKO); var bestyrelsesmedlem i samme.

## Tidlig politisk aktivitet
Poul Villaume var i 1970'erne en centralt placeret figur i det maoistiske Kommunistisk Arbejderforbund marxister-leninister (KAm-l), hvis tidsskrift og pjeceserie han bl.a. redigerede. 
Med Villaume som redaktør udgav KAm-l i 1976 pjecen Profitten i højsæde. Fakta om Sovjet i dag, der omhandlede synet på udviklingen i Sovjetunion, hvor de herskende i Sovjetunionen blev karakteriseret som "bureaukrater og karrieremagere", og hvor det sovjetiske ”militær-industrielle kompleks” blev beskyldt for at være med til at true verdensfreden. Heri hed det bl.a.:
”I 20’rne, 30’rne og 40’rne opbyggedes, under de vanskeligste tænkelige forhold, en socialistisk økonomi i Sovjetunionen, først under Lenins, derefter under Stalins ledelse. Men det styrtede borgerskab affinder sig ikke godvilligt med sit nederlag – klassekampen fortsætter under den socialistiske opbygning. Det var både Lenin og Stalin fuldt ud klar over, og så sent som året før sin død tog Stalin, på den 19. partikongres i 1952, initiativet til en storstilet kampagne over hele landet imod de borgerlige elementer, som mange steder havde møvet sig ind på ledende poster. Men Stalins ’kulturrevolution’ blev aldrig ført ud i livet. Kongressen beslutninger blev ”glemt” af de nye ledere, der kom til efter Stalins død. Og på den 20. kongres i 1956 gennemførte Krutsjov, en repræsentant for de borgerlige kræfter i parti og statsmagt, et kontrarevolutionært kup. .... I årene før og efter denne kongres sikrede dette lag af borgerlige bureaukrater og karrieremagere sig magten i SUKP” (Sovjetunionens Kommunistiske Parti)”
Efter at Kinas nye ledere efter Maos død i 1976 ændrede politisk kurs og slog ind på en mindre dogmatisk linje, blev Poul Villaume den drivende kraft i KAm-l’s udtrykkelige afstandtagen fra Kinas udenrigspolitik og indre udvikling, og ved årsskiftet 1979-80 tog han i en længere skriftlig analyse et opgør med hele KAm-l’s og den revolutionære venstrefløjs dogmatiske grundlag, herunder leninismen, hvorefter han forlod KAm-l.
Poul Villaume var i 1980 medstifter af Nej til Atomvåben sammen med bl.a. Jørgen Dragsdahl.

## Senere politisk aktivitet
Da professor Bent Jensen i forbindelse med Dragsdahl-sagen kritiserede Villaume for dennes fortid som stalinist, replicerede Villaume med at fremhæve Jensens angivelige fortid som DKP -sympasitør.
I forbindelse med Dragsdahl-sagen, hvor Villaume vidnede til fordel for Dragsdahl, hævdede Villaume, at PET's arkiv var ”en kloak for rygter og halve sandheder”. Poul Villaume har imidlertid aldrig arbejdet i PET’s arkiv, hvorfor han ikke kendte til dets indhold. Flere opfordringer til at dokumentere sine påstande forblev ubesvarede.
I efteråret 2015 kom det frem, at Poul Villaume i forbindelse med Dragsdahl-sagen havde brudt et løfte til Historisk Tidsskrift, idet han i maj 2014 havde udleveret en fortrolig anmeldelse til Dragsdahls advokat, René Offersen. Villaume havde personligt fået adgang til anmeldelsen, der var særdeles kritisk over for Bent Jensens Ulve, får og vogtere, inden den blev trykt i tidsskriftet. Tidsskriftets redaktion så sig i den forbindelse nødsaget til at erklære, at Villaume havde været indforstået med vilkårene for udleveringen af anmeldelsen, og at disse var blevet brudt, da Villaume udleverede anmeldelsen til Offersen.